# The Great Secret
The Great Secret é um seriado estadunidense da época do cinema mudo, produzido durante o ano de 1916, mas que teve sua estreia em 1º de janeiro de 1917. Dirigido por William Christy Cabanne, e estrelado por Francis X. Bushman e Beverly Bayne, foi uma produção da Quality Pictures Corporation, com distribuição pela Metro Pictures Corporation. Veiculou nos cinemas dos Estados Unidos da América entre 1º de janeiro e 30 de abril de 1917.
Este seriado é considerado perdido.
Os atores Francis X. Bushman e Beverly Bayne, que na vida real se casaram em 1918, eram anunciados como “Bushman & Bayne”, o primeiro par romântico do cinema. Fizeram vinte e quatro filmes juntos, o primeiro em 1915 (Pennington's Choice), tendo se divorciado em 1925, após o que sua carreira entrou em declínio. The Great Secret foi o único seriado  em que os dois atuaram, e também o único seriado da Quality Pictures, além de ter sido sua última produção.

## Sinopse
Um jovem e rico atleta vem em auxílio de uma bela herdeira, cuja fortuna está sendo ameaçada por dois vilões, The Great Master e Dr. Zulph.

## Elenco

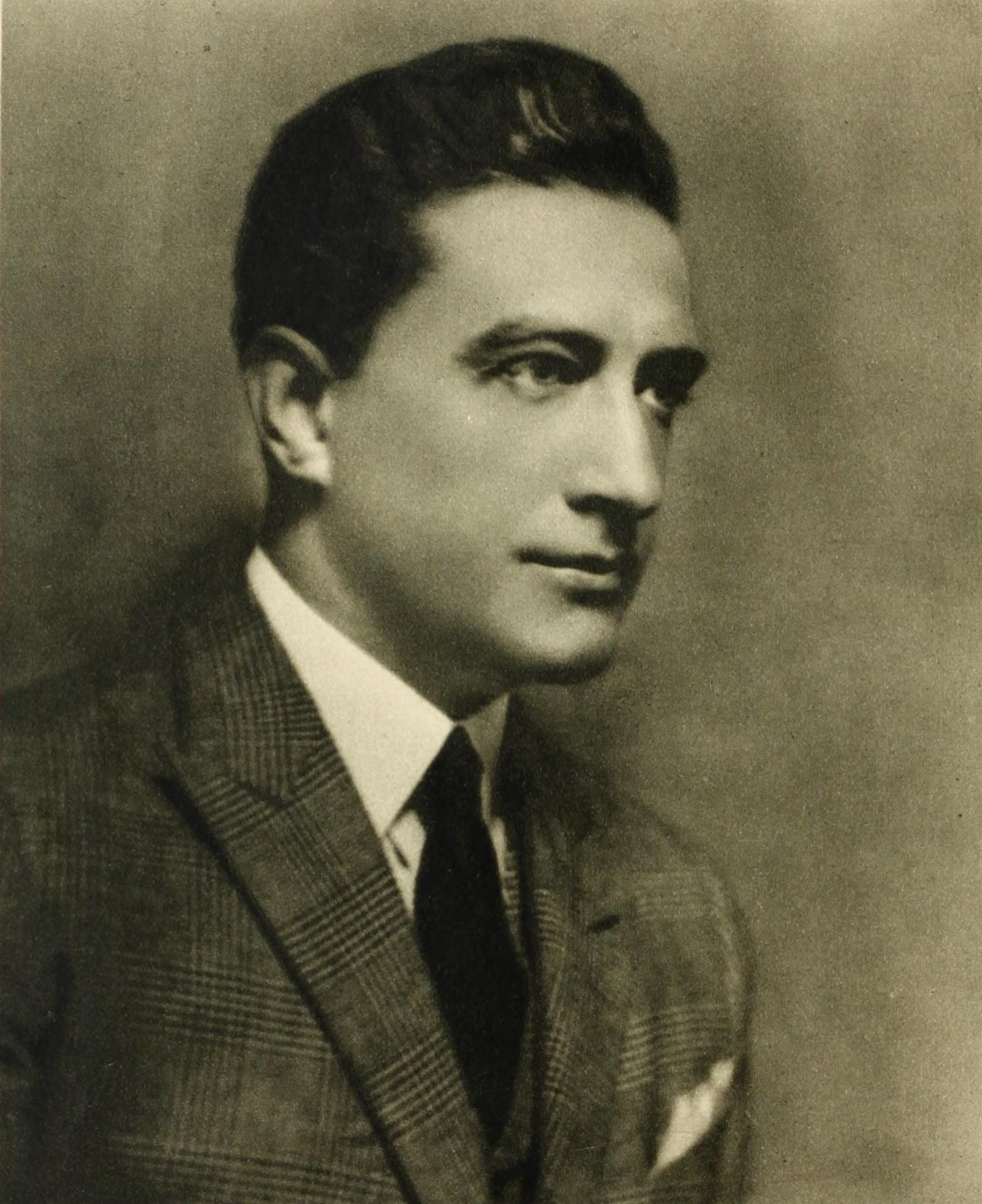
Francis X. Bushman, ator principal de The Great Secret.

- Francis X. Bushman	 ...	William Montgomery Strong
- Beverly Bayne	 ...	Beverly Clarke
- Fred R. Stanton	 ...	The Great Master
- Edward Connelly	 ...	Dr. Zulph
- Tom Blake		 ...	Bull Whalen
- Helen Dunbar	 ...
- Jane Warren
- Artie Ortego		 ...	The Rat
- Neva Gerber

## Capítulos

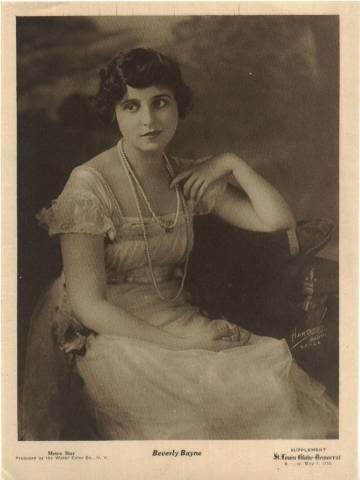
Beverly Bayne, atriz principal de The Great Secret.

1. The Whirlpool of Destiny
2. The Casket of Tainted Treasure
3. The Hidden Hand
4. From Sunshine to Shadow
5. The Trap
6. The Dragon's Den
7. The Yellow Claw
8. A Clue from the Klondike
9. Cupid's Puzzle
10. The Woman and the Game
11. A Shot in the Dark
12. Caught in the Web
13. The Struggle
14. The Escape
15. The Test of Death
16. The Crafty Hand
17. The Missing Finger
18. The Great Secret

## Crítica
Sobre The Great Secret, Meneffe diria: “Louis B. Mayer forçou Beverly Bayne a a atuar em um seriado em 14 capítulos, The Great Secret, imediatamente após a complementação de Romeo and Juliet, com a atuação de ambos, Bayne e Bushman, mediante a força de sua imagem e audiência. O seriado foi veiculado a partir de janeiro de 1917, e a qualidade de cada episódio misteriosamente diminuiu com o passar das semanas. Beverly declarou que eles foram forçados a criar a história ao longo de seu desenrolar, recorrendo ao lançamento de um automóvel na frente de um trem em um episódio na tentativa de estimular o interesse na história”.